# Valea lui Alb
Valea lui Alb – wieś w Rumunii, w okręgu Aluta, w gminie Vulturești. W 2011 roku liczyła 659 mieszkańców. 